# 仙台市立吉成小学校
仙台市立吉成小学校（せんだいしりつよしなりしょうがっこう）は、宮城県仙台市青葉区吉成一丁目にある公立小学校である。2021年の児童数は278人、12学級、教職員25人。

## 概要
公式サイトのトップには「眺望360° 海抜220.7メートル 『太陽の丘』」とあり、また、1979年（昭和54年）4月7日の河北新報の記事でも「晴れた日には太平洋を望め」とある等、眺望の良い立地ではあるが、一方で冬季になると冷たい北西風の「泉ヶ岳おろし」が吹き付ける面もある。
特別支援学級が3学級ある（2017年度時点）。

## 学区
- 吉成1丁目、吉成台、国見ヶ丘（5丁目の一部を除く）、臨済院、芋沢の一部[5]

## 沿革
1872年（明治5年）8月3日の学制発布により、全国に小学校が設置されていくが、当地・宮城郡芋沢村の児童がどの小学校に通学していたかは不明。芋沢村は1889年（明治22年）に大沢村と合併して大沢村に、1955年（昭和30年）に広瀬村と合併して宮城村になり、1963年（昭和38年）に宮城町になった。この間、1931年（昭和6年）に廃校となった七北田小学校荒巻分校（北緯38度16分54.2秒 東経140度51分3.5秒 / 北緯38.281722度 東経140.850972度）に吉成地区の児童も通っていたと言われる。
1970年（昭和45年）頃から当地・宮城町芋沢地区では住宅地の造成が行われたが、おおむね、中山吉成地区の児童は仙台市立中山小学校（1968年開校、北緯38度17分31.4秒 東経140度50分59.8秒）、伊勢吉成地区の児童は仙台市立国見小学校（1954年開校、北緯38度16分37.5秒 東経140度50分41.3秒）へと、越境して仙台市に委託通学していた（バス通学）。
当校は、総工費3億5千万円をかけて新築され、1979年度（昭和54年度）に国見小から170名、中山小から116名を受け入れ、転校生や入学児童86名も加えて、12学級・397名で開校した。
1987年（昭和62年）11月1日、宮城町が仙台市に編入合併されたのに伴い、「仙台市立吉成小学校」に改称。1989年（平成元年）の仙台市の政令指定都市移行に合わせるように芋沢地区では国見ケ丘、南吉成、吉成台などの住宅地開発がさらに進み、当校では児童数が既存校舎の収容能力を超える事態になった。当校の児童数のピークは1990年度（平成2年度）の994名で、この時期は校庭にプレハブ教室を設置して対処した。1991年度（平成3年度）より、新設された仙台市立南吉成小学校に児童395名が転出し、適正化がなされた。

### 年表
- 1979年（昭和54年）
  - 4月1日 - 宮城町立吉成小学校に教職員着任[3]。
  - 4月3日 - 仙台市立中山小学校より児童116名が転入し、受入式を挙行[3]。
  - 4月5日 - 仙台市立国見小学校より児童170名が転入し、受入式を挙行[3]。
  - 4月9日 - 開校式（12学級・児童数397名）、および、入学式（児童数86名）を挙行[3]。
  - 7月28日 - プールが竣工[3]。
  - 8月1日 - 校歌および校旗が制定され、発表会を行った[3]。
- 1980年（昭和55年）2月28日 - 体育館が竣工[3]。
- 1985年（昭和60年）4月1日 - 特殊学級「青空」を開設[3]。
- 1987年（昭和62年）11月1日 - 宮城町が仙台市に編入合併されたのに伴って仙台市内に位置することになり、仙台市立吉成小学校に改称[3]。
- 1989年（平成元年）4月1日 - 仙台市の政令指定都市に移行に伴い、青葉区内に位置することになった。
- 1991年（平成3年）3月31日 - 仙台市立南吉成小学校に児童395名が転籍[3]。
- 1995年（平成7年）4月1日 - 特殊学級「太陽」を開設[3]。
- 2010年（平成22年）4月8日 - 特別支援学級「青空」を開設[3]。
- 2011年（平成23年）3月11日 - 東北地方太平洋沖地震（東日本大震災）の発生に伴い、避難所を開設した（避難者70名）[3]。

## 卒業後の進路
- 吉成中学校へ進学する[5]。

## 在校経験者
- 福原愛（女子卓球日本代表）
途中でクラブがある大阪の小学校へ転校している。